# (29899) 1999 HU1
1999 إتش يو 1 (ويعرف أيضًا باسم (29899) 1999 إتش يو 1 وفق تسمية الكوكب الصغير) (بالإنجليزية: 1999 HU1)‏ هو كويكب ضمن حزام الكويكبات؛ وترتيبه 29899 من حيث الاكتشاف.
اكتُشف هذا الجُرم الفلكي بواسطة وولف بيكل ‏ في 20 أبريل 1999.

## وصلات خارجية
- (29899) 1999 HU1 في قاعدة بيانات مختبر الدفع النفاث لأجرام النظام الشمسي الصغيرة

- الاكتشاف · مخطط المدار ·  العناصر المدارية · المعلمات المادية

- (29899) 1999 HU1 على موقع ويكي سكاي: DSS2, SDSS, GALEX, IRAS, Hydrogen α, X-Ray, Astrophoto, Sky Map, Articles and images